# Yvonne Reichmuth
Yvonne Reichmuth (* 1986 in der Schweiz) ist eine Schweizer Modedesignerin und Gründerin des Labels YVY.

## Leben und Wirken
Yvonne Reichmuth schloss 2008 ihr Studium in Modedesign an der Zürcher Hochschule der Künste ab. 2009 besuchte sie die University of Arts in London. Danach erlernte sie in Florenz Lederbearbeitung. 2014 gründete sie das Label YVY, das sich auf luxuriöse Lederascessoires und Bodypieces spezialisiert hat. Ihre Arbeiten sind meist Unikate und werden in ihrem Atelier in Zürich in Handarbeit gefertigt.
2017 war sie erstmals mit einem eigenen Showroom an der Fashion Week Paris vertreten. Ihre Arbeiten erhielten in der Schweiz den Designpreis und werden sowohl von der Fachpresse wie der Vogue als auch überregionalen Tageszeitungen rezipiert.
Yvonne Reichmuth kollaboriert mit internationalen Unternehmen der Branche, u. a. entwarf sie 2018 eine Kollektion mit Swarovski, 2022 entwickelte sie in Zusammenarbeit mit Longines das Design einer Uhr. Sie erklärte dazu, dass sie eher unglücklich sei über den Fokus der Modebranche auf ständig Neues, derweil eine Uhr etwas Dauerhaftes sei.
Außerdem gehört sie zum Designteam von Piëch Automotive.
Sie arbeitete 2010 in der Crew der Kostümausstattung für den Film Der grosse Kater. Als Gastdozentin unterrichtet sie an der Zürcher Hochschule der Künste.

## Rezeption
Der Autor Kim Dang beschrieb Reichmuths Kreationen 2017 in der NZZ als „schöne und gut gemachte Modeaccessoires, die aber als alleinstehende Designobjekte“ faszinieren würden.  In der Vogue wurden 2019 Reichmuths sinnliche Accessoires für Männer hervorgehoben. Die Handelszeitung schrieb, die Zusammenarbeit mit Longines sei die erste Kollaboration mit einer Designerin in der Firmengeschichte. Reichmuth zählt laut Handelszeitung zu den bekanntesten Designerinnen der Schweiz.

## Auszeichnungen
- 2017: Design Preis Schweiz, Gewinnerin in der Kategorie «Swiss Textiles Prize for Young Fashion Entrepreneurs»[14][5]